# Casa Museo Manuel José Othón
La Casa Museo Manuel José Othón está ubicada cerca de la Plaza del Carmen de la ciudad de San Luis Potosí, San Luis Potosí, México. Inaugurado el 28 de noviembre de 1966, se dedica a tratar sobre la vida y la obra del poeta potosino Manuel José Othón, quien nació en la casa. La casa museo es catalogada como monumento histórico por el Instituto Nacional de Antropología e Historia (INAH) para su preservación.

## Historia
Es la casa donde nació Manuel José Othón el 14 de junio de 1858. Hizo sus estudios en el Instituto Científico y Literario. Es autor del poema Idilio salvaje, considerado uno de los poemas más representativos de México.
La casa modesta tiene características de las casas de su época. Cuenta con un patio central en torno a las cuales se encuentran las demás recámaras como la sala, el comedor, el despacho, el dormitorio, la sala de lectura, el epistolario. En un patio pequeño en la parte posterior se encuentran la cocina y el baño. Aunque está amueblado y los muebles son de esa época, no pertenecían a la familia Othón. Solo algunos objetos y manuscritos si pertenecían a ellos. La casa museo también trata de enseñarle a los visitantes sobre su obra y vida mediante documentos y libros. El legado de Othón llegó a ser alabado por Jorge Luis Borges.
Es considerada junto a la Casa de la Virreina, la Casa Mariano Jiménez, la Casa Pitman y la Casa del Poeta Ramón López Velarde como una de las casas históricas más importantes de la ciudad.
Los servicios que ofrece el museo incluyen folletos impresos del museo, visitas guiadas, conferencias, presentaciones editoriales, talleres de literatura para jóvenes y adultos y la casa museo cuenta con una biblioteca.